# 桜並木駅

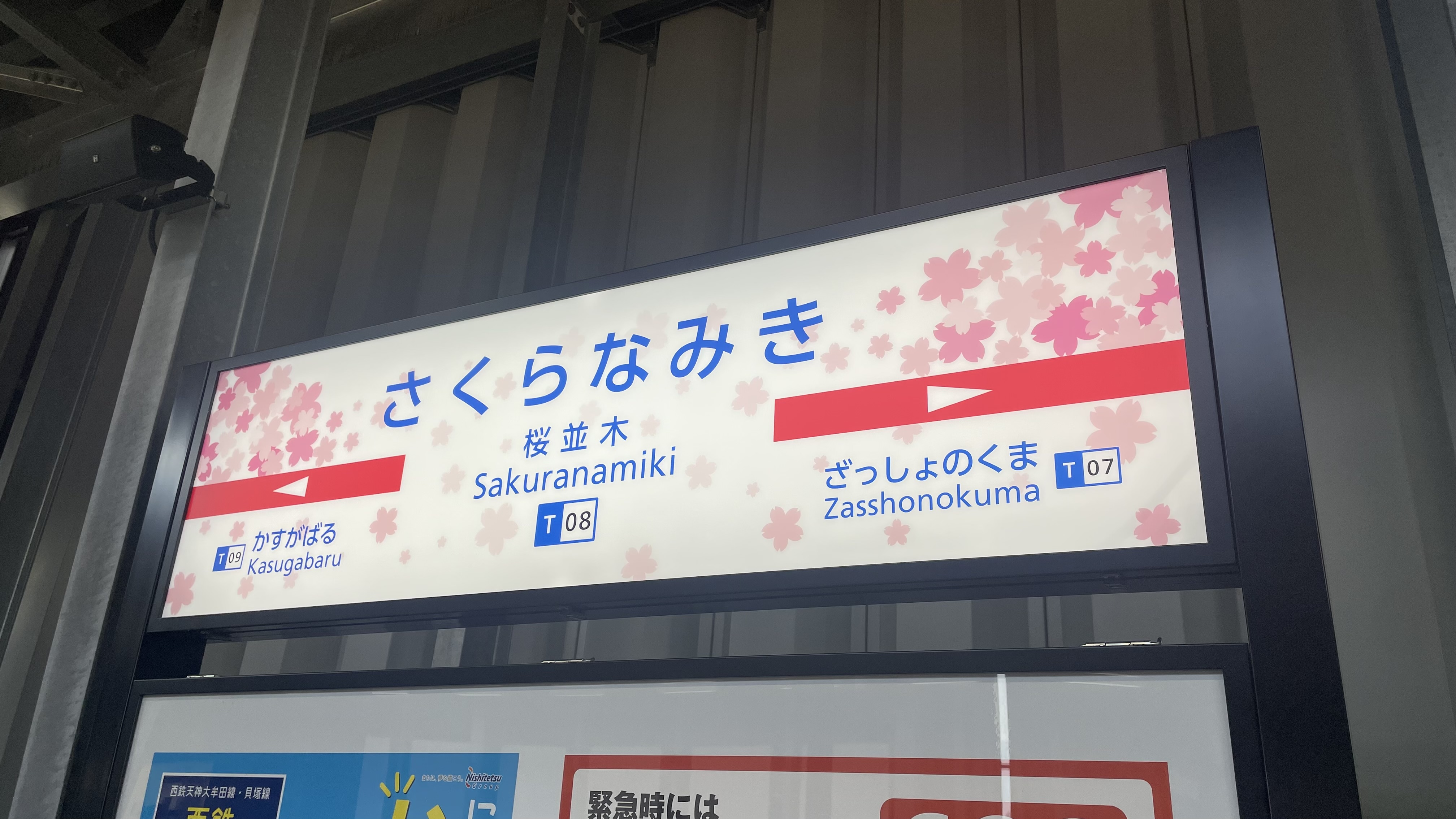
駅名標

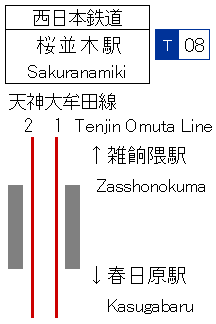
配線図

桜並木駅（さくらなみきえき）は、福岡県福岡市博多区竹丘町三丁目にある、西日本鉄道（西鉄）天神大牟田線の駅である。駅番号はT08。

## 歴史
雑餉隈駅 - 下大利駅間の高架化に合わせて新駅の建設が事業化された。当初は幹線道路がなく、駅前ロータリーが設置出来ない雑餉隈駅を当地に移転する計画であったが、雑餉隈駅至近の銀天町商店街の反対があった事や、周辺住民の要望により新駅を設置する計画へと変更された。天神大牟田線の新駅としては2010年3月27日に開業した紫駅（筑紫野市）以来である。
西日本鉄道雑餉隈自動車営業所（現在の西日本鉄道竹下自動車営業所桜並木車庫）の跡地の一部に建設された。
「桜並木」という駅名は一般公募によるもので、駅の南側に住民が手入れをしている桜並木があることに由来する。

### 年表
- 2010年（平成22年）度：「西鉄天神大牟田線連続立体交差事業（雑餉隈駅付近）」事業化[4]。
- 2021年（令和3年）11月19日：デザインイメージ決定[4]。
- 2022年（令和4年）7月27日：駅名決定[8][7]。
- 2024年（令和6年）3月16日：開業[1][3]。同日、西鉄バスのバス停名・行先が「雑餉隈車庫」から「桜並木駅」へ変更の上、現在地へ移設[9]。

## 駅構造
相対式ホーム2面2線の高架駅である。3階建ての構造で、2階に改札口を2か所設け、3階がホームとなる。
| ホーム | 路線          | 方向 | 行先                               |
| ------ | ------------- | ---- | ---------------------------------- |
| 1      | ■天神大牟田線 | 下り | 二日市・太宰府・久留米・大牟田方面 |
| 2      | ■天神大牟田線 | 上り | 福岡（天神）方面                   |

## 商業施設
1階
- ココカラファイン
- ローソン

## 利用状況
2024年度の1日平均乗降人員は5,368人である。
各年度の1日平均乗車および乗降人員は下表のとおり。
| 年度               | 1日平均 乗車人員 | 1日平均 乗降人員 |
| ------------------ | ---------------- | ---------------- |
| 2023年（令和05年） |                  | 3,479            |
| 2024年（令和06年） |                  | 5,368            |

## 駅周辺
- 南福岡駅 - 九州旅客鉄道（JR九州）鹿児島本線
- 福岡県道49号大野城二丈線
- 福岡県道56号福岡早良大野城線 - 当駅南側の元町交差点から春町東交差点までの約500mの区間の中央分離帯に桜の木が多数植えられており、当駅の駅名はこれに由来する。
- 西日本鉄道竹下自動車営業所桜並木車庫
- フラワーボウル（ボウリング）
- 陸上自衛隊福岡駐屯地（第4師団司令部）
- 福岡市立那珂南小学校
- 大野城市立大野北小学校

## 隣の駅
西日本鉄道
■天神大牟田線
■特急・■急行
通過
■普通
雑餉隈駅（T07） - 桜並木駅（T08） - 春日原駅（T09）